# Erasínides
Erasínides  (en griego antiguo: Ἐρασινίδης, Erasìnides; – Atenas, 406 a. C.) fue un estratego (general y almirante) ateniense, uno de los generales atenienses de la batalla naval de las Arginusas.

## Biografía

### Batalla de Arginusas
Alcibíades, después de la derrota sufrida por en el combate naval de Notio (407 a. C.), se exilió a sus posesiones del Quersoneso Tracio. En su puesto fueron nombrados diez generales, entre los que estaba Erasínides.
Según Jenofonte, Erasínides, León y Conón fueron bloqueados en Mitilene por el espartano Calicrátidas. Sin embargo, se menciona a Erasínides entre los ocho generales atenienses de las Arginusas. De esto se infiere que es incorrecto: o Jenofonte quiere señalar en realidad a Arquéstrato, o bien Erasínides era el capitán de la nave que había llegado de Atenas para forzar el bloqueo de Calicrátidas. El hecho es que, junto con los otros siete generales, Erasínides fue considerado uno de los líderes de la victoriosa batalla de Arginusas.

### Proceso de las Arginusas
Después de que una tempestad impidiera socorrer a los atenienses que, después de finalizar la batalla, quedaron náufragos en el mar, la Ekklesía (asamblea del pueblo ateniense) decidió procesar a los ocho generales; dos huyeron y seis, entre ellos Erasínides, volvieron a la patria como les habían ordenado. Arquedemo, líder por entonces del partido popular, denunció a Erasínides ante un tribunal de justicia por corrupción, pidiendo que se le multara por haberse embolsado el dinero público que había recibido en el Helesponto: por esta acusación Erasínides fue encarcelado, lo que facilitó el camino para el juicio posterior contra todos los generales, que finalmente fueron condenados a muerte y ejecutados.